# Larimar Fiallo
Larissa del Mar Fiallo Scanlón (nacida el 17 de junio de 1983 en Santo Domingo es una modelo dominicana que ganó la corona nacional de Miss República Dominicana Universo 2004 y más tarde compitió en el certamen de Miss Universo 2004 representando su país. Miss República Dominicana Universo 2004, Larimar fue coronada y viajó a Ecuador al Miss Universo. Miss Universo 2003, Amelia Vega.
Larimar es hija de Gisselle Scanlon quien ganó Miss República Dominicana 1974 y más tarde participó en Miss Mundo 1974.